# Schlacht bei Amberg
Koordinaten: 49° 28′ 16,2″ N, 11° 49′ 44,8″ O
1792

Porrentruy – Marquain – Quiévrain – Verdun – Thionville – Valmy – Lille – Mainz (1792) – Jemappes
1793

Aldenhoven I – Namur – Neerwinden – Mainz (1793) – Famars – Valenciennes (1793) – Arlon (1793) – Hondschoote – Meribel – Avesnes-le-Sec – Pirmasens – Toulon – Fontenay-le-Comte – Cholet – Lucon – Trouillas – Dünkirchen – Le Quesnoy – Menin I – Wattignies – Weißenburg I – Biesingen – Kaiserslautern I – Weißenburg II
1794

Boulou – Landrecis – Menin II – Mouscron – Martinique – Guadeloupe – Tourcoing – Tournai – Kaiserslautern II – San-Lorenzo de la Muga – 13. Prairial – Fleurus – Kaiserslautern III – Vosges – Aldenhoven II
1795

Cornwallis’ Rückzug – Genua – Groix – Hyeres – Handschuhsheim – Mainz (1795) – Mannheim – Loano
1796

Montenotte – Millesimo – Dego – Mondovì – Lodi – Borghetto – Castiglione – Mantua – Siegburg – Altenkirchen – Wetzlar – Kircheib – Kehl – Kalteiche – Friedberg  – Malsch – Neresheim – Sulzbach – Deining – Amberg – Würzburg – Neufundland – Rovereto – Bassano – Limburg – Biberach I – Emmendingen – Schliengen – Caldiero – Arcole – Irland
1797

Fall von Kehl – Rivoli (1797) – St. Vincent – Diersheim – Santa Cruz – Neuwied – Camperduin
Die Schlacht bei Amberg war eine Auseinandersetzung während des Ersten Koalitionskrieges, in der sich französische Revolutionstruppen und kaiserlich-österreichische Streitkräfte gegenüberstanden. Sie fand am 24. August 1796 nordwestlich der oberpfälzischen Stadt Amberg statt und endete mit einem Sieg der österreichischen Truppen.

## Hintergrund
Im Sommer 1796 hatte das französische Direktorium zwei Armeen zur Invasion der rechten Rheinseite und Süddeutschlands in Marsch gesetzt, die Sambre- und Maas-Armee unter dem Befehl von Obergeneral Jean-Baptiste Jourdan und die Rhein-Mosel-Armee unter dem Befehl von Obergeneral Jean-Victor Moreau. Nach ihrer Vereinigung sollten sie von hier aus direkt in das österreichische Kernland eindringen und sich dort mit einer weiteren französischen Armee vereinigen, die unter dem Kommando von Napoleon Bonaparte in Norditalien operierte.
Nachdem Erzherzog Karl nach der unentschiedenen Schlacht bei Neresheim (11. August) über das Südufer der Donau abgezogen war, stand es Moreau frei, am nördlichen Ufer zu bleiben und er konnte gegebenenfalls auch seine Vereinigung mit Jourdan anstreben.
Die Armee unter Jourdan war bis Mitte August in die Oberpfalz vorgedrungen und hatte sich am 17. August bei Sulzbach eine siegreiche Schlacht mit den sich zurückziehenden österreichischen Truppen unter Feldzeugmeisterlieunenant Kray
geliefert. Inzwischen war am 18. August die österreichische Armee unter Erzherzog Karl von Österreich-Teschen bei Ingolstadt wieder auf das nördliche Donau-Ufer zurückgegangen. Der Erzherzog führte dabei seine 28.000 Mann auf das Nordufer der Donau zurück, vereinigte sich mit den Royalisten unter dem Prinzen Conde auf 30.290 Soldaten und marschierte auf der Straße Regensburg-Neumarkt vor, um die Vereinigung mit dem Korps unter Wartensleben zu erreichen.
Ein vom späteren schwedischen König Jean Baptiste Bernadotte befehligtes französisches Korps brach von Neumarkt zur Verfolgung in Richtung Regensburg auf und traf am 22. in der Schlacht bei Deining auf die Truppen des österreichischen Generals Friedrich August von Nauendorf, dessen Truppen sich nach einem kurzen Treffen auf Daßwang zurückzogen. Das von General Moreau verfolgte österreichische Korps unter Feldmarschallleutnant Maximilian Baillet von Latour blieb zur Täuschung der Franzosen am rechten Donau-Ufer zurück und wurde am 24. August bei Friedberg geschlagen und an den Lech abgedrängt.

## Truppenstärke
Truppenaufstellungen am 22. August 1796:
Österreichische Truppen in der oberen Pfalz
- Armee unter Feldzeugmeister Wartensleben mit 39 Bataillone und 105 Eskadronen (= 34.000 Mann) an der Naab zwischen Schwarzenfeld und Schwandorf, dann die Detachements bei Rosshaupt, Regensburg, Tasswang etc.
- Armee unter Erzherzog Karl mit 28 Bataillone und 56 Eskadronen (= 28.000 Mann) im Anmarsch auf Neumarkt

Sambre-und-Maas-Armee 
- Obergeneral Jean Baptiste Jourdan mit vier Divisionen (= 36.000 Mann) an der Naab zwischen Nabburg und Schwandorf
- Division Jean-Étienne Championnet
- Division Paul Grenier
- Division Claude-Sylvestre Colaud
- Kavalleriedivision Jacques-Philippe Bonnaud
- 9.000 Mann der Division Bernadotte operierten bei Neumarkt
- Reserve: Division François-Joseph Lefebvre nicht im Kampf

## Schlacht

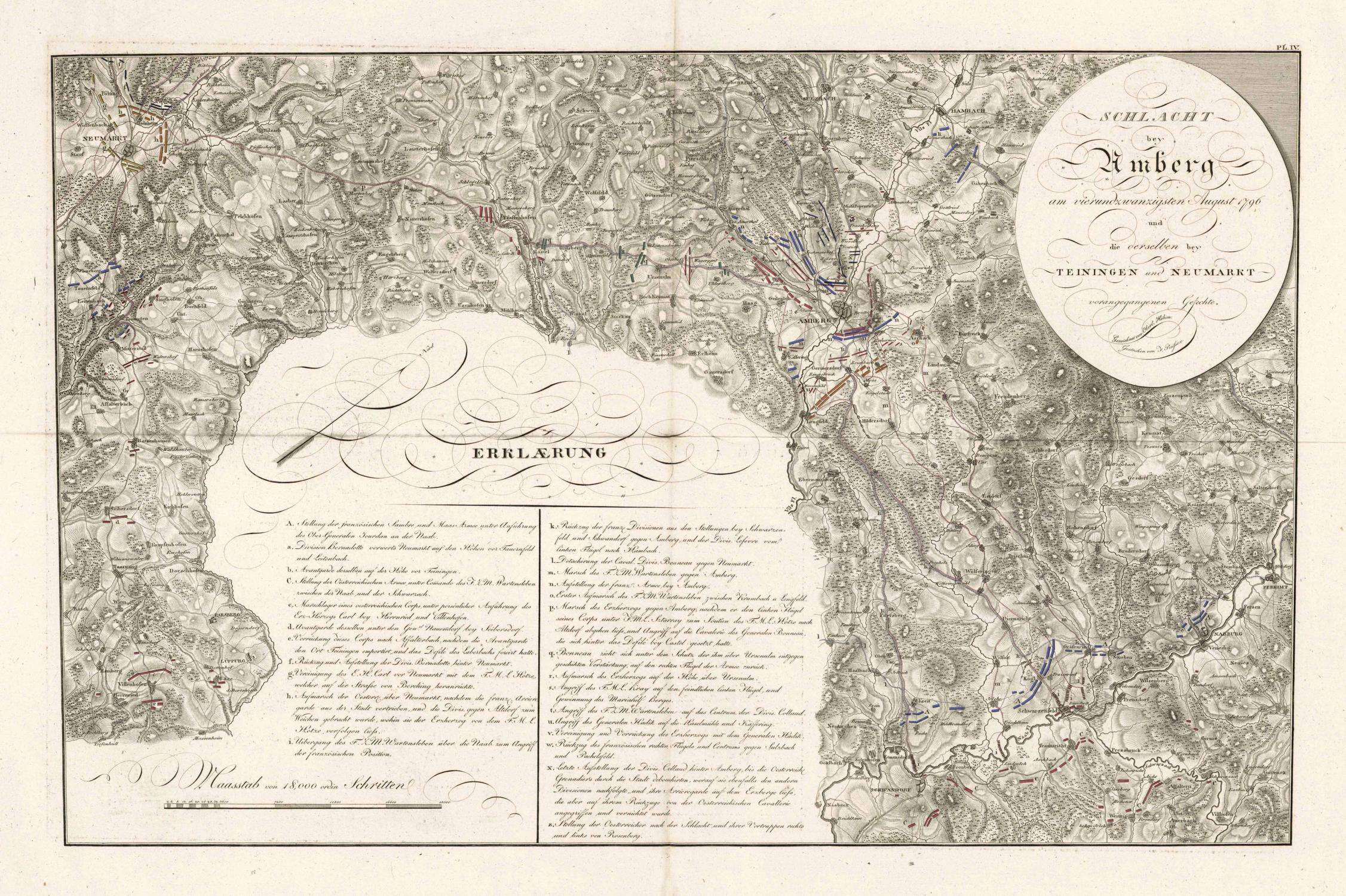
Karte zum Schlachtgeschehen

Erzherzog Karl ging über Hemau gegen Neumarkt vor und befahl dem Feldzeugmeister von Wartensleben den Rückzug an der Naab bei Schwandorf einzustellen und wieder anzugreifen. Wartensleben ließ eilig die wichtigen Höhen nordwestlich von Amberg besetzen, seine beiden Kolonnen marschierten in zwei Treffen auf, die neu eingenommene Stellung etablierte sich jetzt auf erhöhtem Terrain hinter Krumbach, Gärmersdorf und Kümmersbruck. Sein rechter Flügel lehnte an den waldigen Höhen Krumbachs, der linke Flügel reichte bei Lengenfeld an die Vils.
Erzherzog Karl verstärkte die von Friedrich von Hotze befehligten Truppen bei Lauf mit der Division unter Feldmarschallleutnant Anton Sztáray von Nagy-Mihaly um die französische Division Bernadotte zu verfolgen. Der Erzherzog selbst führte 6 Bataillone und 16 Eskadronen, die er am 24. August durch weitere 9 Eskadronen verstärkte, von Neumarkt über Kastl nach Amberg.
Der französische rechte Flügel, gebildet durch die Division Championnet, war an der Schlucht bei Unter-Ammerthal angelehnt, der linke Flügel dehnte sich gegen das Spital der Stadt aus. Die von Paul Grenier kommandierte Division fungierte als Reserve und lagerte dahinter auf dem Plateau der Stadt. Auf dem linken Ufer der Vils stand die Division Colaud, um sich gegen Schwarzenfeld und Schwandorf zu sichern. Jourdan vermutete, dass der gegnerische Hauptangriff von der linken Seite kommen würde, deswegen wurde auch die Kavalleriedivision dort konzentriert und mit der Division Championnet vereinigt. Jourdans Divisionen wurden vom Erzherzog und Wartensleben von zwei Seiten in die Zange genommen.
Erzherzog Karl ließ seine Truppen über Ursensollen vorziehen und hinter Weiherzant aufmarschieren. Wartensleben eröffnete unter heftigem Artilleriefeuer den Angriff gegen die französische Division Collaud. Feldmarschallleutnant Kray bildete den linken Flügel bei Raigering und hinter Aschach, rechts rückte Feldmarschallleutnant Karl Joseph von Hadik-Futak vor, um die Vereinigung mit den Truppen des Erzherzogs zu erreichen. Wartenslebens Truppen drängten die Franzosen aus der Haselmühle, drangen nahe Lengenfeld über die Vils und formierte die Angriffskolonnen neuerlich bei Köfering. Mit starkem Geschützfeuer griff auch der Erzherzog an und brach durch den Wald von Ursensollen durch und erzwang die Vereinigung mit Hadiks Truppen. Am rechten Flügel führte Kray 9 Bataillone und 24 Schwadronen von Schwarzenfeld über Wolfring und Engelstadt zum Angriff auf die französische Stellung unter Collaud am Mariahilfberg vor, rechts außen wirkte separat eine weitere Kolonne über Ensdorf gegen Aschach. Der Schwerpunkt der Kampfhandlungen lag hauptsächlich auf dem Sünderbühl, einer kleinen Anhöhe südlich des Poppenrichter Ortsteils Witzlhof.
Jourdans Front wurde bis Sulzbach zurückgedrängt, Greniers Division besetzte neue Stellungen gegen die Lauf die Anhöhen rechts und hinter der Stadt. Die geschlagene Division Colaud lehnte wieder gegen die Vils, Truppen unter Championnet deckten den rechten Flügels bis Bachetsfeld.
Dieser Rückzug wurde von einer Nachhut unter General Ney gedeckt, die den Großteil der französischen Verluste an diesem Tag erlitt. Trotz Neys bester Bemühungen, sie zu retten, wurde die Infanterie der Nachhut, bestehend aus zwei Bataillonen der 23. Halbbrigade, bald isoliert. Sie bildeten Karrees und wehrten mehrere Kavallerieangriffe der Kaiserlichen ab, bevor österreichische Artillerie die Formationen zersprengte und der feindlichen Reiterei den Durchbruch ermöglichte, wobei die Bataillone völlig aufgerieben wurden. 700 Mann gerieten in Gefangenschaft, der Rest fiel im Kampf.
Die leichten Truppen der Österreicher verfolgten die Franzosen auf die Linie Poppenricht, Allmannshof, Rosenberg, Kropfersricht und Dietersberg. Am Abend zog Erzherzog Karl unter dem Jubel des Volkes in Amberg ein. Am gleichen Tag hatte die Division des Feldmarschallleutnants Hotze die Truppen unter Bernadotte bei Lauf an der Pegnitz angegriffen und nach Forchheim zurückgeworfen.

## Folgen
Nach der bei Amberg erlittenen Niederlage zogen sich die französischen Einheiten wieder in nordwestliche Richtung zurück, etwa auf gleicher Route wie beim Vormarsch. Auf dem Territorium des Hochstiftes Bamberg kam es ab dem 30. August zu ersten ernsthaften Rückzugsgefechten, wie bei den Gefechten bei Bamberg und Forchheim Anfang August. Die Franzosen versuchten, durch In-Brand-Setzen ganzer Orte, zum Beispiel Ebermannstadt und Strullendorf, ihre Gegner aufzuhalten, eine Vorgehensweise, die die Sambre-und-Maas-Armee auf ihrem Rückzug zum Rhein noch häufig wiederholte.
Am 1. bis 3. September kam es zur Schlacht von Würzburg. Die verfolgende österreichische Armee zwang die französischen Truppen zum Rückzug aus Würzburg; auf der Festung Marienberg kapitulierten rund 800 französische Soldaten. Es folgte am 16. September die Schlacht bei Limburg. Danach setzten die Franzosen unter großen Verlusten ihren Rückzug bis Düsseldorf fort, wo Jourdan schließlich sein Kommando niederlegte.

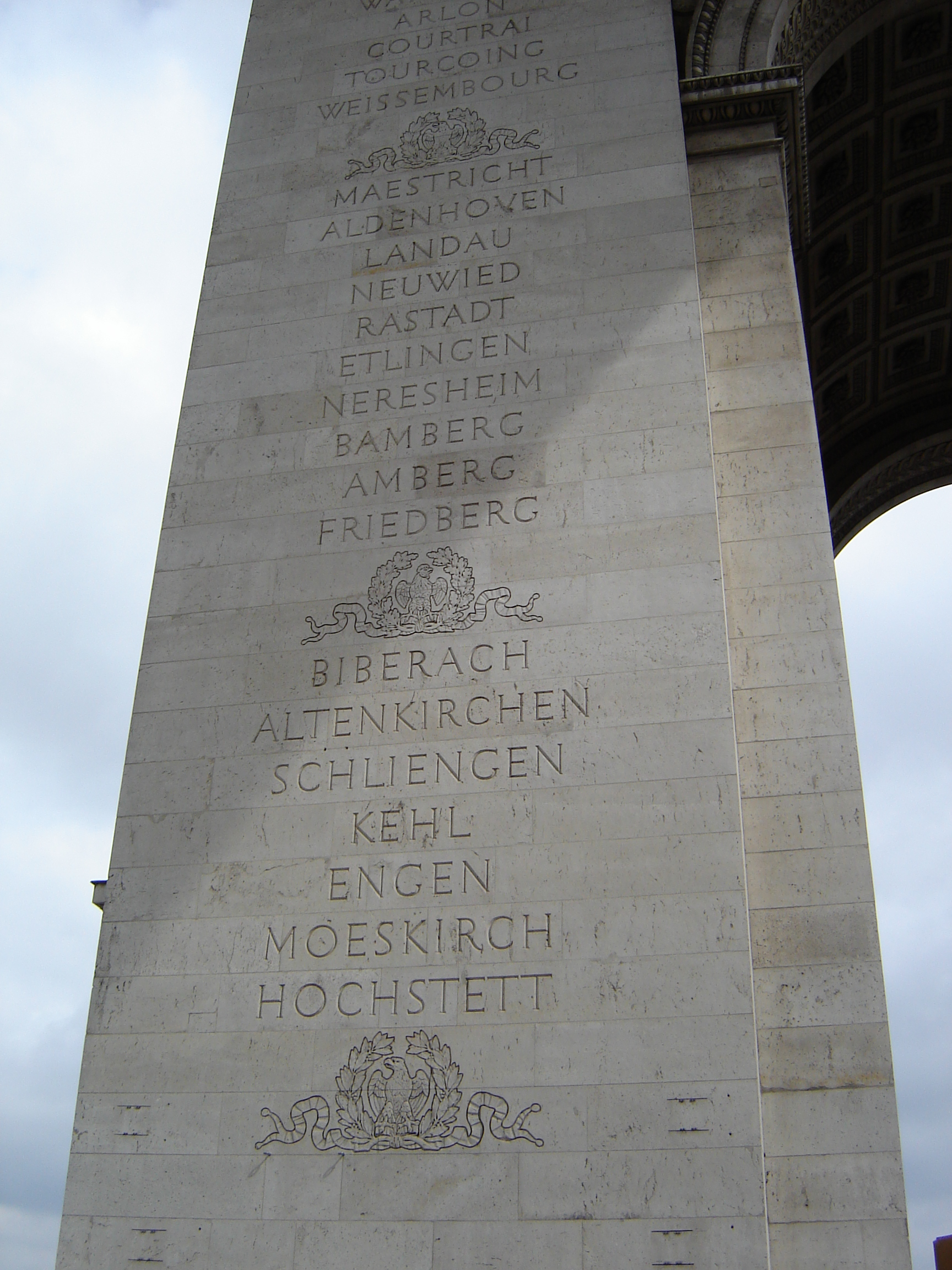
Schlacht bei Amberg auf dem Arc de Triomphe